# Jonas Hahn
Jonas Hahn, född 1703, död 1759, var en svensk lotsofficer, sjökartograf och kapten vid amiralitetet.
Hahn utgav 1748 under titeln Johan Månssons uplifwade aska en ny upplaga av Johan Månssons 1644 utgivna Siö-Book samt 1750 en gradkarta över Östersjön, Kattegatt och Skagerack.